# Balıkesir
Balıkesir (du grec ancien : Παλαιόκαστρω, littéralement vieux fort) est une ville de Turquie, préfecture de la province du même nom.
Elle a été la capitale de la principauté (beylicat) des Karesioğulları, annexée par l'Empire ottoman vers 1341, puis du sandjak de Karesi (turc : Karesi Sancağı), unité administrative qui devient en 1922 la province de Balıkesir.

## Géographie
Balıkesir possède un aéroport (code AITA : BZI).

## Sport
Football: Balıkesirspor